# Trần Thế Pháp
Trần Thế Pháp (chữ Hán: 陳世法; ? - ?), tự Thức Chi (式之), là một danh sĩ đời nhà Trần trong lịch sử Việt Nam, được cho là tác giả Lĩnh Nam chích quái.

## Tiểu sử
Sử sách biên chép về Trần Thế Pháp rất ít, chỉ biết ông là người ở huyện Thạch Thất, phủ Quốc Oai, tỉnh Sơn Tây (sau thuộc Hà Tây, nay thuộc thành phố Hà Nội). Ông là người nổi tiếng văn chương, được cử làm một chức quan nhỏ tại Tàng thư Quốc tử giám.
Tương truyền Trần Thế Pháp có thể là tác giả của bộ sách có tên Lĩnh Nam chích quái (có nghĩa là "Chọn lựa những chuyện quái dị ở đất Lĩnh Nam"). Có sách chép là Lĩnh Nam ‘trích’ quái.
Thông tin này đã được ghi trong các sách: Vịnh sử thi tập của Đặng Minh Khiêm, Kiến văn tiểu lục của Lê Quý Đôn và Lịch triều hiến chương loại chí của Phan Huy Chú.
Tiến sĩ Vũ Quỳnh, trong bài Tựa của ông, cho biết ông đã tìm được sách Lĩnh Nam chích quái và tiến hành nhuận chính vào năm Nhâm Tý (1492). Tuy nhiên, trong bài không có câu nào nói về tác giả.
Cùng thời gian đó, tiến sĩ Kiều Phú cũng nhuận chính cho sách Lĩnh Nam chích quái, có điều là mức độ sửa chữa theo quan điểm của ông nhiều hơn, so với bản của Vũ Quỳnh. Việc làm này đã được ông nói rõ trong bài Hậu tự đề năm Hồng Đức thứ 24 (Quý Sửu, 1493). Tuy nhiên, trong bài cũng không có câu nào nói về tác giả .
Vì lẽ ấy, theo nhà nghiên cứu Trần Văn Giáp, Lĩnh Nam chích quái không hẳn là sách của một hai tác giả nào, mà là một bộ sưu tập truyền thuyết và truyện cổ tích, do nhiều người nối tiếp nhau sưu tập, cải biên. Trần Thế Pháp, Vũ Quỳnh, Kiều Phú chỉ là những người đầu tiên làm việc đó. Trong số này, Trần Thế Pháp chỉ là lời "tương truyền", văn bản không có gì chứng minh.

## Sách tham khảo
- Phan Huy Chú, Lịch triều hiến chương loại chí (Tập 3, bản dịch). Nhà xuất bản Khoa học Xã hội, Hà Nội, 1992.
- Trần Văn Giáp, Tìm hiểu kho sách Hán Nôm (Tập 1 và Tập 2 in chung), Nhà xuất bản Khoa học Xã hội, Hà Nội, 2003.
- Nguyễn Đăng Na, Văn học thế kỷ X-XIV. Nhà xuất bản Khoa học Xã hội, Hà Nội, 2004.
- Nguyễn Huệ Chi, mục từ "Lĩnh Nam chích quái" trong Từ điển văn học (bộ mới). Nhà xuất bản Thế giới, 2004.